# 프라그죠티쉬푸라

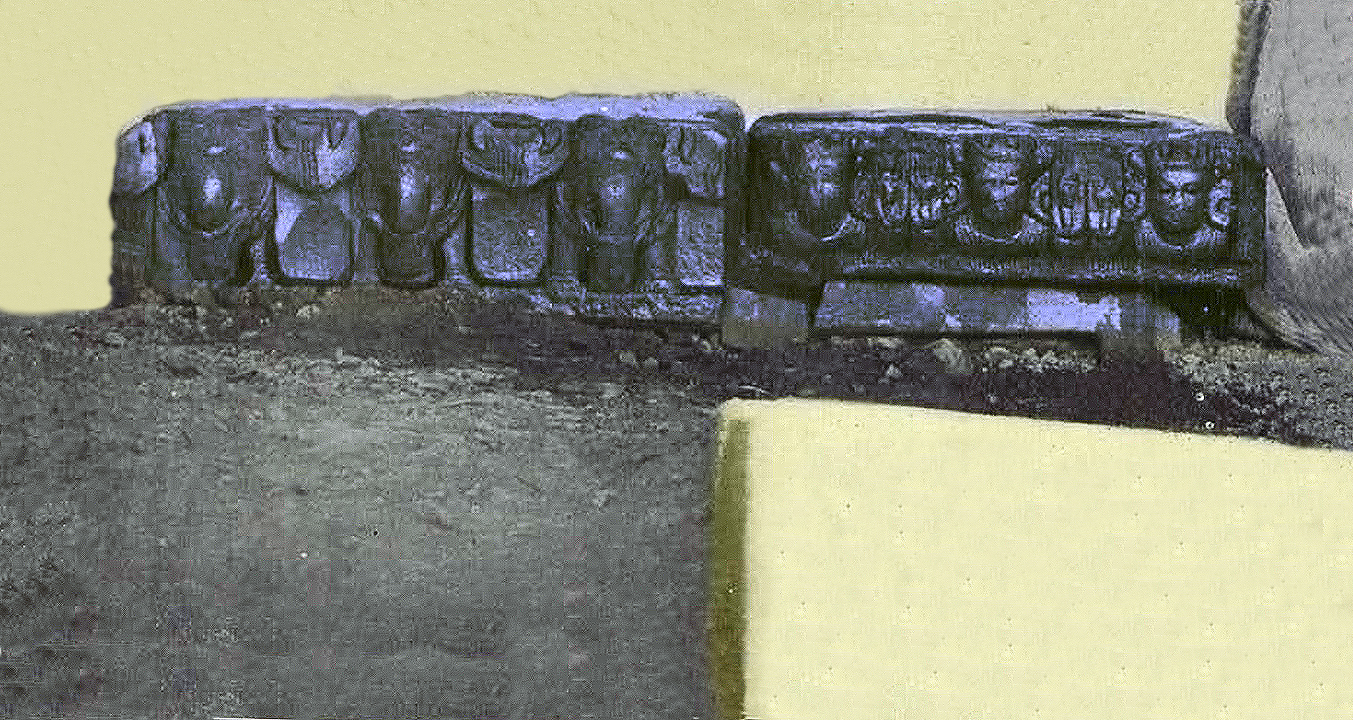

프라그죠티쉬푸라(IPA: [prāgˈʤjəʊtɪʃˌpʊərə]) 또는 프라그죠티샤푸라는 오늘날 구와하티 내에 존재했던 것으로 여겨지는 고대 도시로 바르만 왕조(서기 350~650년)의 수도였다. 현지 자료에서 프라그죠티샤에 대한 최초의 언급은 7세기에 나온 것이지만, 9세기에 카마루파의 나라카 시로 기술된 프라그죠티쉬푸라로 형태가 바뀌었다. 라마야나와 같은 푸라나 문헌들에서 프라그죠티쉬푸라는 오늘날의 펀자브와 신드에 해당하는 인도 아대륙 북서쪽에 위치한 바라하산에 있는 나라카수라의 요새로 묘사된다.

## 어원
프라그죠티쉬푸라는 산스크리트어에서 유래되었다. 프라그는 이전 또는 동쪽을 의미하고 '죠티샤'는 '빛', '별', '천문학', '푸라'는 도시를 의미하므로 이를 종합하면  '동쪽 빛의 도시' 또는 '동쪽 점성술의 도시'를 의미한다.

## 프라그죠티쉬푸라의 위치
카마루파 왕국이 멸망한 12세기까지 비문에는 프라그죠티쉬푸라의 위치를 나타내는 내용이 없으며, 정확한 위치는 알려져 있지 않다. 세 개의 후기 중세 비문은 프라그죠티쉬푸라가 가네쉬기리(두눈타라이의 비문, 1577)를 포함했음을 시사하는 것으로 보인다. 닐라찰 언덕의 남쪽 (1732년 디힌지야 보르푸칸의 비문)과 나바그라하 사원(1752년 타룬 두아라 보르푸칸의 비문)의 남쪽 경사면이 그렇다. 현대 역사가들이 제시한 다양한 이론이 있지만, 그 중 어느 것도 고고학적 증거로 뒷받침되지 않는다. 태양계의 9개 행성이 거주한다는 뜻인 나바그라하라는 행성 숭배 사원의 위치와 고대 천문학 및 점성술 연구와의 연관성이 그 이름의 유래에 힘을 실어준다.

## 참고 문헌
- Sen, Debasis (1984). “Ethnic Elements in the Political Life of Ancient Assam”. 《Proceedings of the Indian History Congress》 45: 101–106. ISSN 2249-1937. JSTOR 44140186.
- Boruah, Nirode (2003). “Pragjyotisapura: The Capital City of Early Assam”. 《Proceedings of the Indian Historical Congress》 64: 337–347. ISSN 2249-1937. JSTOR 44145474.
- Shin, Jae-Eun (2018), 〈Region Formed and Imagined: Reconsidering temporal, spatial and social context of Kamarupa〉,   Dzüvichü, Lipokmar; Baruah, Manjeet, 《Modern Practices in North East India: History, Culture, Representation》, London & New York: Routledge, 23–55쪽
- Shin, Jae-Eun (2020). “Descending from demons, ascending to kshatriyas: Genealogical claims and political process in pre-modern Northeast India, The Chutiyas and the Dimasas”. 《The Indian Economic and Social History Review》 57 (1): 49–75. doi:10.1177/0019464619894134. S2CID 213213265.